# Édouard-Montpetit (Metro Montreal)

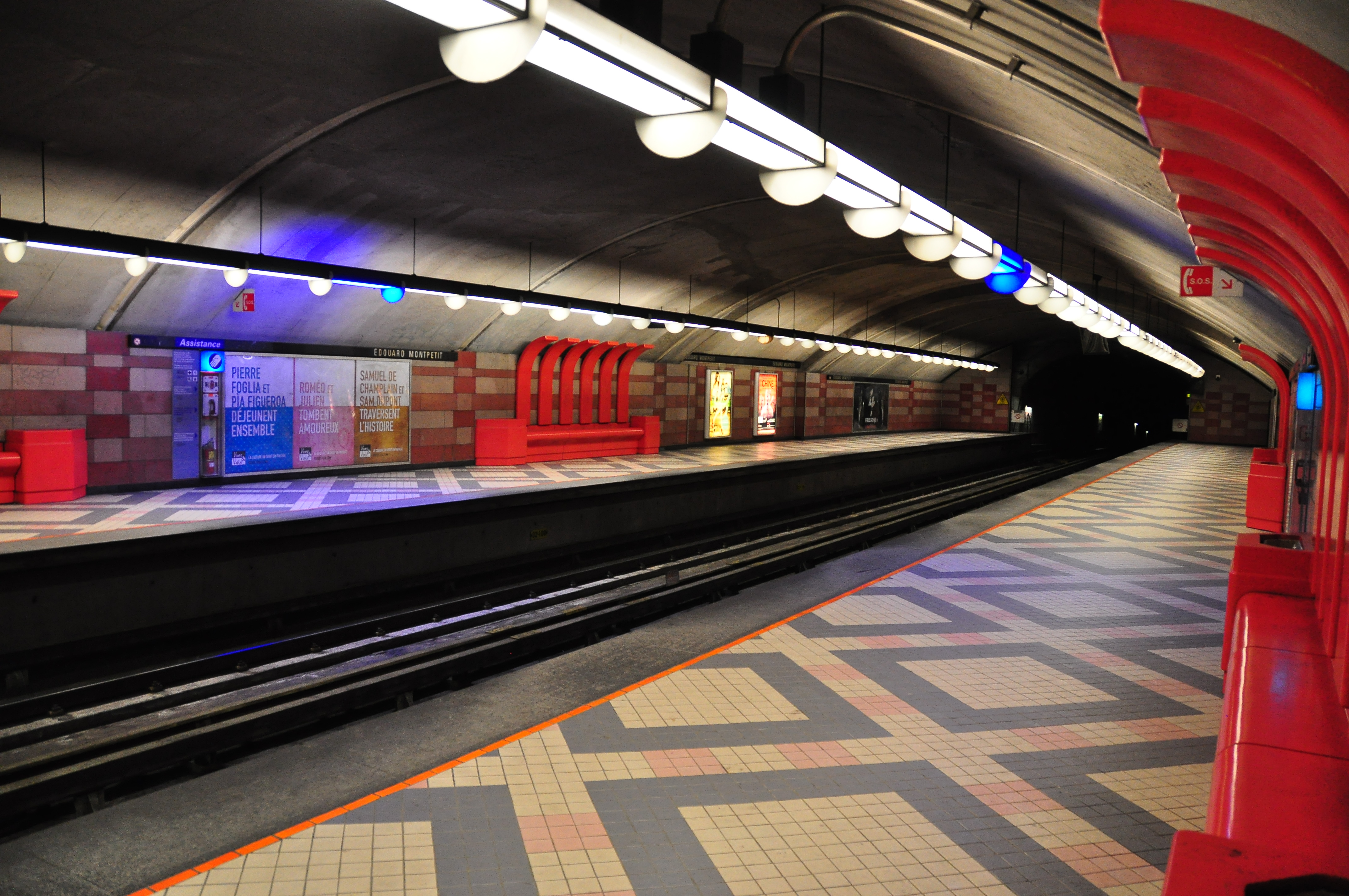
Blick auf die Bahnsteige

Édouard-Montpetit ist eine U-Bahn-Station in Montreal. Sie befindet sich im Arrondissement Côte-des-Neiges–Notre-Dame-de-Grâce an der Kreuzung von Boulevard Édouard-Montpetit und Avenue Vincent-D’Indy. Hier verkehren Züge der blauen Linie 5. Im Jahr 2019 nutzten 1.538.515 Fahrgäste die Station, was dem 61. Rang unter den insgesamt 68 Stationen der Metro Montreal entspricht.

## Bauwerk

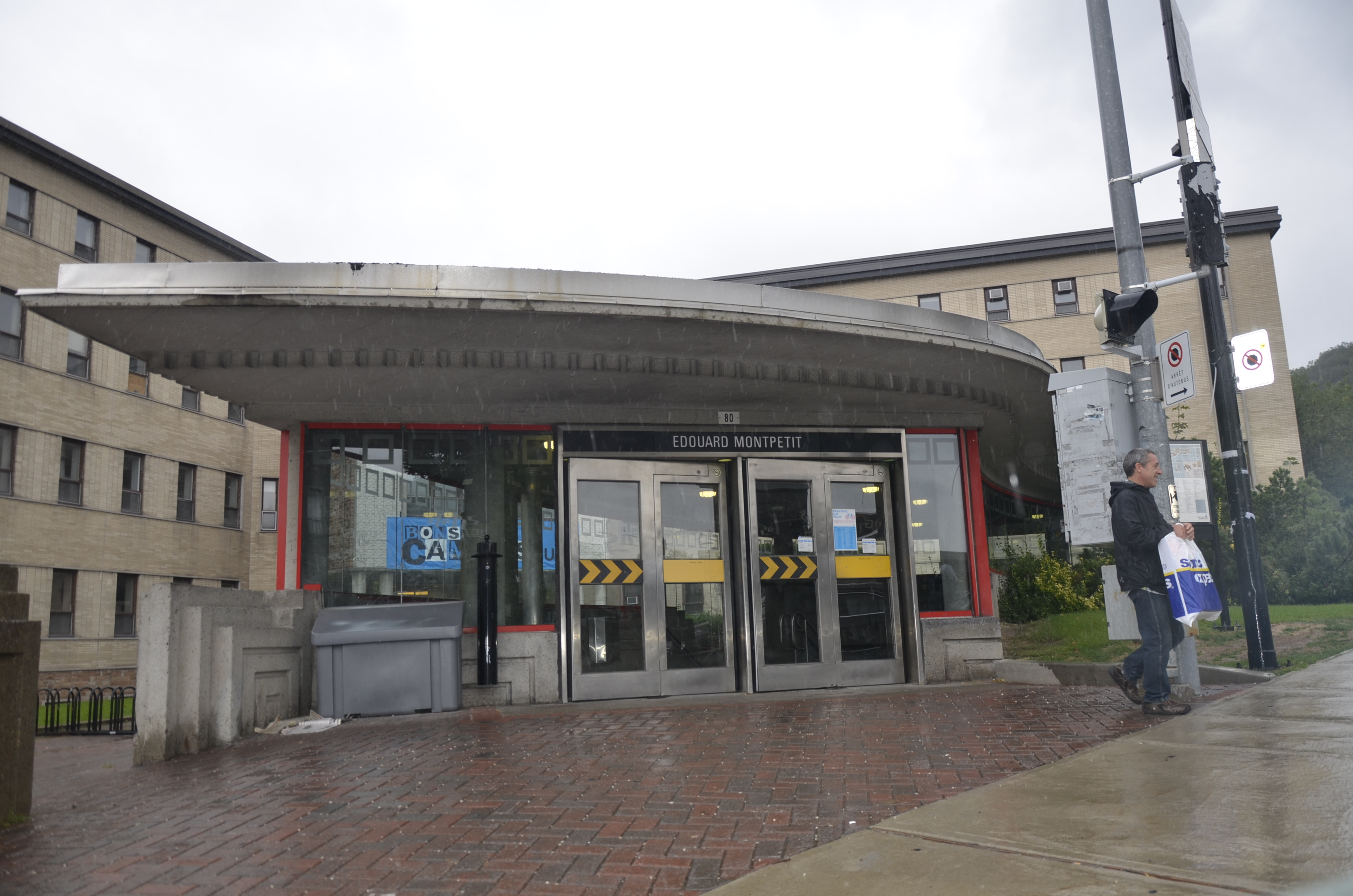
Eingangspavillon

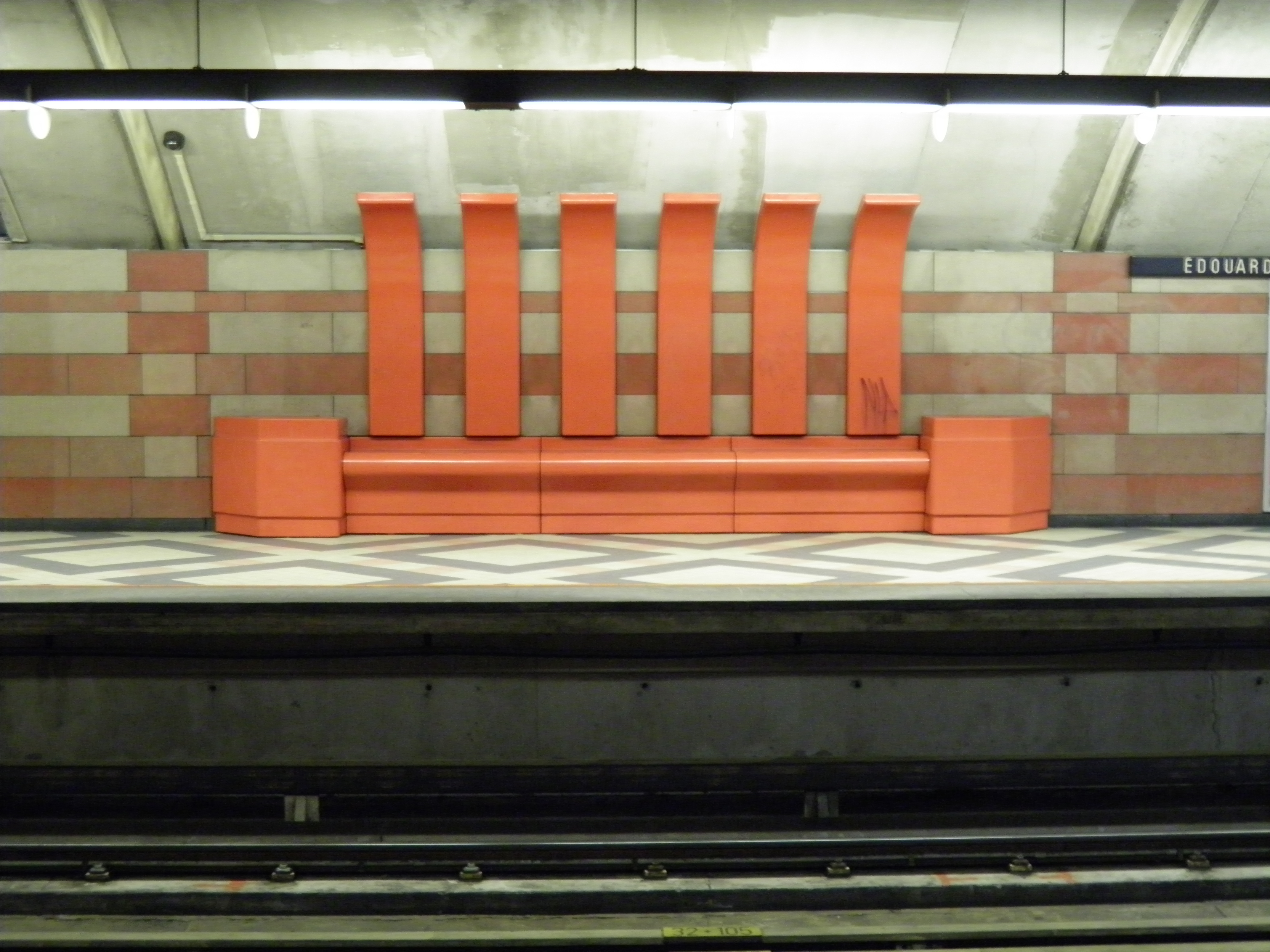
Sitzbank

Die von Patrice Gauthier entworfene Metrostation entstand als Tunnelbahnhof. Der Architekt wählte ein surrealistisch anmutendes Farbschema, bei dem verschiedene rosarote Farbtöne dominieren. Dadurch sollen durch Musik inspirierte Emotionen heraufbeschwört werden, eine Anspielung auf die beiden Musikhochschulen in der Nachbarschaft. Auffälligstes Gestaltungselement auf den Bahnsteigen sind die avantgardistisch geformten rosaroten Sitzbänke. Ein hoher Schacht führt hinauf zur Verteilerebene, in der die rosaroten Farbtöne etwas blasser ausgeführt sind. Einer der drei Ausgänge ist in das Universitätssportzentrum CEPSUM integriert; die zwei übrigen befinden sich in Stahl-Glas-Pavillonbauten, die eine ungewöhnliche Spindelform besitzen und ebenfalls rosarot angestrichen sind.
In 16,6 Metern Tiefe befindet sich die Bahnsteigebene mit zwei Seitenbahnsteigen. Die Entfernungen zu den benachbarten Stationen, jeweils von Stationsende zu Stationsanfang gemessen, betragen 1090,60 Meter bis Outremont und 667,60 Meter bis Université-de-Montréal. Es bestehen Anschlüsse zu vier Buslinien und zwei Nachtbuslinien der STM. Sehenswürdigkeiten in der Nähe sind der Pavillon Marie-Victorin und die Musikfakultät der Université de Montréal, das CEPSUM, die Musikhochschule Vincent-D’Indy sowie der Friedhof Mont-Royal.

## Geschichte
Die Eröffnung der Station erfolgte am 4. Januar 1988, zusammen mit dem Teilstück Parc–Snowdon der blauen Linie. Namensgeber ist der Boulevard Édouard-Montpetit. Diese Straße ist benannt nach dem Politik- und Sozialwissenschaftler Édouard Montpetit (1881–1954), der über vier Jahrzehnte lang an der Université de Montréal und an der daran angeschlossenen Wirtschaftshochschule École des hautes études commerciales gelehrt hatte. Der im Jahr 1918 eröffnete Mont-Royal-Tunnel unterquert in unmittelbarer Nähe die Metrolinie 5. Im Grundnetz war jahrzehntelang eine Metrolinie 3 vorgesehen, die den Bahntunnel von der Canadian National Railway übernehmen sollte. Sie wurde aber nicht verwirklicht und vorläufig aus den Planungen gestrichen. Auch die Verknüpfung zwischen der Metro und der exo-Vorortbahn zwischen dem Hauptbahnhof und Deux-Montagnes wurde nicht verwirklicht.

## Zukunft
Stattdessen entsteht ein Umsteigeknoten mit dem Réseau express métropolitain, einer fahrerlosen Leicht-U-Bahn, die zum Teil die Strecke nach Deux-Montagnes nutzen wird. Die Bauarbeiten begannen 2018 und sollen gegen Ende des Jahres 2023 abgeschlossen sein. 70 Meter unter der Oberfläche und 58 Meter unter dem Metrotunnel wird ein neuer Bahnhof im Mont-Royal-Tunnel errichtet. Der sehr harte Fels in diesem dicht besiedelten Gebiet erforderte beim Bau des Hauptschachts den Einsatz vieler kleiner kontrollierter Sprengladungen, überwacht von rund 20 Seismographen. Die dabei entstandenen Gesteinsbrocken wurden dann mit einem Kran ausgebaggert und mit Lastwagen abtransportiert. Um die Fahrgastströme möglichst effizient abwickeln zu können, werden vier Hochgeschwindigkeitsaufzüge installiert.